# Kinmen
Kinmen of Jinmen, ook wel Quemoy genoemd, is een eilandengroep vlak bij de zuidoostkust van het Chinese vasteland. De archipel ligt tegenover de havenstad Xiamen, dat onder bestuur staat van de Volksrepubliek China. In tegenstelling tot het achterland bleven de eilanden ook na december 1949 onder gezag van de Republiek China, toen die als gevolg van de Chinese Burgeroorlog de regeringszetel verplaatste van Nanking naar Taipei op Taiwan. De archipel vormt samen met Wuqiu (een 133 km ten noordoosten van Kinmen gelegen eilandengroep) het district Kinmen (縣, xiàn, 'county'). Dit district behoort samen met Lienchang tot de provincie Fujian (Republiek China). De Volksrepubliek China maakt aanspraak op de eilanden en beschouwt ze als deel van de door haar bestuurde provincie Fujian (China).

## Naam
Kinmen (Jinmen) betekent letterlijk gouden poort. Het eiland kreeg deze naam vanwege de uiterst strategische ligging. Het vormde de toegangspoort tot de zee voor zowel Zhangzhou als voor Xiamen en beschermde beide steden tegen aanvallen vanuit diezelfde zee. De naam 'Quemoy' is een vroeg-Spaanse of vroeg-Portugese verbastering van Kinmen, zoals die werd uitgesproken in het Zuidelijk Min. De namen van de huidige vier gemeenten op het hoofdeiland beginnen steeds met kin (of jin, goud).

## Ligging

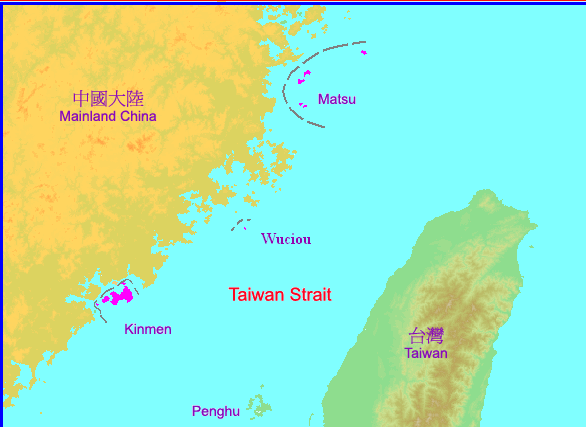
De ligging van Kinmen ten opzichte van het Chinese vasteland en Taiwan

De archipel bestaat uit twaalf eilanden met een totale oppervlakte van 150 km². De twee grootste eilanden zijn Groot Kinmen (130 km²) en Klein Kinmen (16 km²). Andere eilanden zijn Dadan en Erdan. Wat meer zuidelijk (24°10' NB en 118°14' OL) ligt Daqiu, met een vuurtoren daterend uit de Qing-tijd. De Wuqiu-archipel, die 133 km ten noordoosten van Kinmen en 135 km ten westen van Taiwan ligt, behoort slechts bestuurlijk tot het district Kinmen.

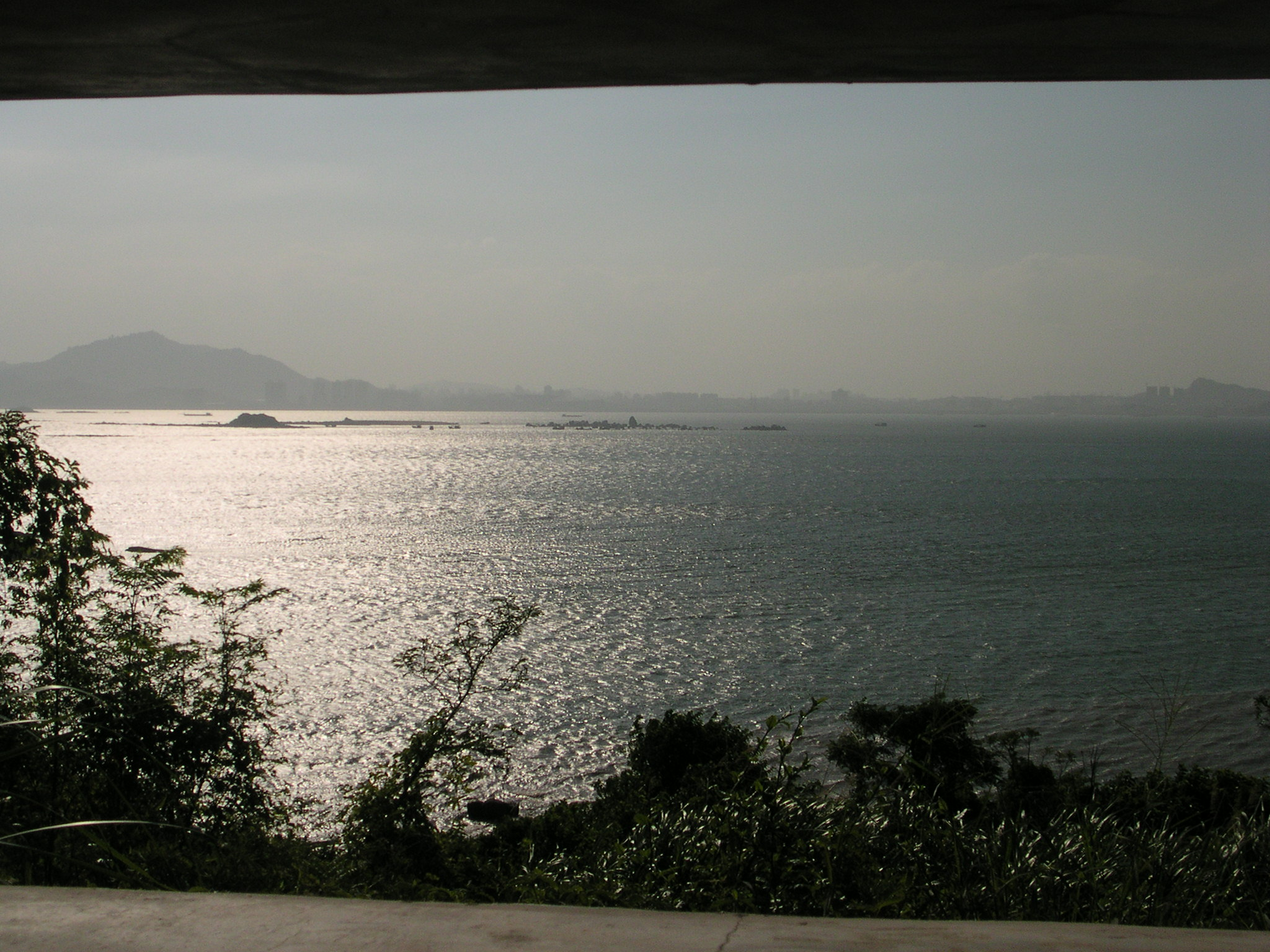
Zicht op Xiamen vanaf Klein Kinmen, de afstand bedraagt bijna 10 km.

Kinmen ligt 150 km ten westen van de Pescadores, 270 km ten westen van Taiwan en 280 km ten zuidwesten van de Matsu-archipel. Daarentegen bedraagt de afstand tussen de Tatan-eilanden, het meest westelijke deel van het district Kinmen en het Chinese vasteland bij vloed slechts 2,3 km en bij eb nog maar 1,8 km. De eilandengroep ligt zeer strategisch, omdat vanaf Kinmen de baai en haven van Xiamen en de monding van de rivier de Jiulong kunnen worden geblokkeerd.

## Fysische geografie
Het oostelijk deel van het hoofdeiland bestaat uit stollingsgesteenten, met name graniet en granofier. Dit deel is heuvelachtig. Het hoogste punt (de Taiwu Berg, 太武山 Taiwushan) bedraagt 253 meter. Langs de kust zijn onder invloed van de zee kliffen en terrassen ontstaan. De toplaag van het westelijk deel bestaat uit lateriet, rode verweringsgrond. Op het hoofdeiland bevinden zich twee riviertjes, de Wujing Beek en de Jingsha Beek. Ze hebben een onregelmatige waterstand en zijn daardoor nauwelijks bruikbaar voor irrigatie. Het klimaat is subtropisch en wordt beheerst door de moesson. De gemiddelde jaarlijkse neerslag bedraagt 1050 mm en valt vooral tussen mei en augustus. De jaarlijkse verdamping bedraagt echter 1750 mm, zodat de archipel voortdurend een tekort aan water heeft. Zo verscheepte de Volksrepubliek in mei 2002 2,3 miljoen liter water naar Kinmen en Matsu, vanwege de ernstige droogte. Gedurende juli en augustus kan de zuidwestmoesson gepaard gaan met tyfoons, die tijdens de zomer ontstaan in de Zuid-Chinese Zee. De gemiddelde temperatuur ligt tussen 13 °C en 29 °C, met een jaargemiddelde van 21 °C. De gemiddelde relatieve luchtvochtigheid bedraagt 75%. Gedurende maart en april komen langdurige periodes van mist voor, waardoor het luchtverkeer in die maanden ernstig kan worden ontregeld.

## Bevolking
Ontwikkeling van het aantal inwoners volgens de volkstellingen van 1990 en 2000:
| Datum      | Inwoners | Mannen | Vrouwen |
| ---------- | -------- | ------ | ------- |
| 16-12-1990 | 81.479   |        |         |
| 16-12-2000 | 56.275   | 36.889 | 19.386  |

Er wordt bij het inwoneraantal onderscheid gemaakt tussen de resultaten van de volkstellingen en die van de officiële schattingen door het ministerie van Binnenlandse Zaken. Bij de volkstellingen (die elke tien jaar worden gehouden) wordt het feitelijk aantal bewoners van dat moment geteld. Bij de jaarlijkse schattingen worden de inwoners geteld die op 31 december formeel als bewoner van de eilanden staan geregistreerd, ongeacht waar ze op dat moment daadwerkelijk verblijven. De grote verschillen tussen beide tellingen worden veroorzaakt door de militairen die op Kinmen waren gelegerd. Dat is ook de reden waarom in december 2000 meer dan 65% van de bevolking uit mannen bestond.
Oppervlakte en ontwikkeling van het inwoneraantal van de gemeenten vanaf 1981:
| Jaar  | Totaal     | Jincheng  | Jinhu     | Jinsha    | Jinning   | Lieyu     | Wuqiu    |
| ----- | ---------- | --------- | --------- | --------- | --------- | --------- | -------- |
|       | 153,06 km² | 21,71 km² | 41,70 km² | 41,19 km² | 29,85 km² | 16,00 km² | 2,60 km² |
| 12/81 | 50.248     | 16.564    | 8.780     | 10.535    | 8.773     | 5.408     | 188      |
| 12/86 | 47.779     | 15.933    | 8.141     | 10.747    | 8.050     | 4.756     | 152      |
| 12/91 | 43.442     | 14.878    | 7.026     | 10.096    | 7.250     | 4.094     | 98       |
| 12/96 | 47.924     | 16.130    | 10.939    | 8.135     | 8.100     | 4.527     | 93       |
| 12/00 | 53.832     | 18.201    | 12.001    | 8.997     | 9.273     | 4.994     | 366      |
| 12/04 | 64.456     | 22.035    | 14.228    | 10.631    | 11.436    | 5.747     | 379      |
| 12/05 | 70.264     | 23.892    | 15.575    | 11.567    | 12.628    | 6.103     | 499      |
| 12/06 | 76.491     | 25.964    | 17.149    | 12.375    | 13.821    | 6.710     | 472      |
| 12/07 | 81.547     | 27.954    | 18.203    | 13.035    | 14.832    | 7.091     | 432      |
| 12/08 | 84.570     | 28.840    | 18.720    | 13.514    | 15.588    | 7.451     | 457      |
| 12/09 | 93.803     | 31.563    | 20.467    | 14.851    | 17.836    | 8.580     | 506      |
| 12/10 | 97.364     | 32.315    | 21.328    | 15.324    | 18.938    | 8.921     | 538      |
| 12/11 | 103.883    | 34.245    | 22.738    | 16.301    | 20.520    | 9.515     | 564      |
| 12/12 | 113.111    | 36.974    | 24.623    | 17.543    | 22.939    | 10.424    | 608      |
| 12/13 | 120.713    | 39.062    | 26.074    | 18.567    | 25.118    | 11.236    | 656      |

Net als op het tegenoverliggende vasteland en op Taiwan wordt ook op Kinmeny het Zuidelijk Min gesproken. Vanwege het langdurige isolement van de eilandengroep gedurende de staat van beleg noemen de inwoners van Kinmeny hun taal Kinmenees om zo een onderscheid te kunnen maken met het Taiwanees. Een spreker van het ene dialect kan het andere dialect echter moeiteloos begrijpen.

## Economie
Het belangrijkste bestaansmiddel is de landbouw. De bodem is van slechte kwaliteit. Verder is er gebrek aan water ondanks de aanleg van dammen en reservoirs. De belangrijkste landbouwproducten zijn gierst, zoete aardappels (bataten) en aardnoten. Op Kinmeny (en op Matsu) wordt gaoliang (高梁) geproduceerd, een destillaat van gefermenteerde gierst. De drank heeft een alcoholpercentage dat ligt tussen 40% en 63% en is bekend in Taiwan, in de Volksrepubliek China en in Korea.

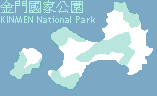
Het Kinmen Nationaal Park

Toerisme is mogelijk sinds de opheffing van de staat van beleg in november 1992. In oktober 1995 werd het Kinmen Nationaal Park opgericht. Het park is 37,8 km² en bestaat uit vijf gebieden, Taiwu Berg, Guningtou, Gugang, Mashan Heuvel en Lieyuen (Klein Kinmen). Het park combineert natuur met historisch erfgoed en trekt jaarlijks ongeveer een miljoen bezoekers.

## Transport
Uni Air, Far Eastern Air Transport, Mandarin Airlines en TransAsia Airways onderhouden dagelijks een groot aantal aantal vluchten tussen Kinmen en Taiwan.
Sinds 1 januari 2002 bestaan er directe contacten tussen Kinmen (en Matsu) en het Chinese vasteland. Het gaat hierbij om de drie mini-links, namelijk een directe postdienst en direct vervoer van personen en van goederen. Personen mogen uitsluitend per passagier- of vrachtschip worden vervoerd, transport met vissersboten of per vliegtuig is niet toegestaan. Voor Kinmen was oorspronkelijk één toegestane route naar het vasteland overeengekomen, die van de haven van Liaoluo (料羅) op Kinmen naar Xiamen. In juni 2006 werd een tweede route geopend, die tussen Kinmen en Quanzhou. In 2006 bepaalde de regering in Taipei verder dat alle personen die geboren waren op Kinmen (of Matsu) of daar vóór 2001 hadden gewoond onder de voorwaarden van de 'drie mini-links' naar het vasteland mochten reizen.

## Bestuurlijke indeling
Kinmen vormt samen met Wuqiu het district Kinmen (金門縣, Kinmen hsien) en behoort (samen met Liechiang) tot het deel van de provincie Fuchien dat door Taipei wordt bestuurd. Het bestuur van het district staat onder leiding van een (districts)magistraat, die sinds het opheffen van de staat van beleg in november 1992 rechtstreeks voor vier jaar wordt gekozen. De eerste verkiezing vond plaats op 27 november 1993. De magistraat wordt bijgestaan door een eveneens direct gekozen districtsraad. Een magistraat kan maximaal voor twee termijnen worden gekozen.
Gekozen magistraten van het district Kinmen sinds 1993:
| Datum verkiezingen | Naam van de magistraat                                  | Partij | Gekozen met | Beëdigd op |
| ------------------ | ------------------------------------------------------- | --- | ----------- | ---------- |
| 27-11-1993         | Chen Shui-tsai (陳水在) (Chen Shuei-zai) (Chen Shuizai) | Kwomintang | 47,58%      | 20-12-1993 |
| 29-11-1997         | Chen Shui-tsai (陳水在) (Chen Shuei-zai) (Chen Shuizai) | Kwomintang | 58,61%      | 20-12-1997 |
| 1-12-2001          | Li Jhu-Fang (李炷烽) (Lee Chu-feng) (Li Zhufeng)        | New Party | 56,17%      | 20-12-2001 |
| 3-12-2005          | Li Jhu-Fang (李炷烽) (Lee Chu-feng) (Li Zhufeng)        | New Party | 54,28%      | 20-12-2005 |
| 5-12-2009          | Li Wo-shi (李沃士)                                      | Kwomintang | 37,28%      | 20-12-2009 |
| 29-11-2014         | Chen Fuhai (陳福海)                                     | Partijloos | 52,77%      | 25-12-2014 |
| 24-11-2018         | Yang Zhenwu (楊鎮浯)                                    | Kwomintang | 47,78%      | 25-12-2018 |
| 26-11-2022         | Chen Fuhai (陳福海)                                     | Partijloos, maakte pas in april 2023 bekend dat hij in juni 2022 was toegetreden tot de Taiwanese Volkspartij | 49,34%      | 25-12-2022 |

Het district Kinmen is bestuurlijk onderverdeeld in drie (stedelijke) gemeenten en drie (plattelands) gemeenten, die samen drie buurten (里, li) en 34 (plattelands) dorpen (村, cun) omvatten:

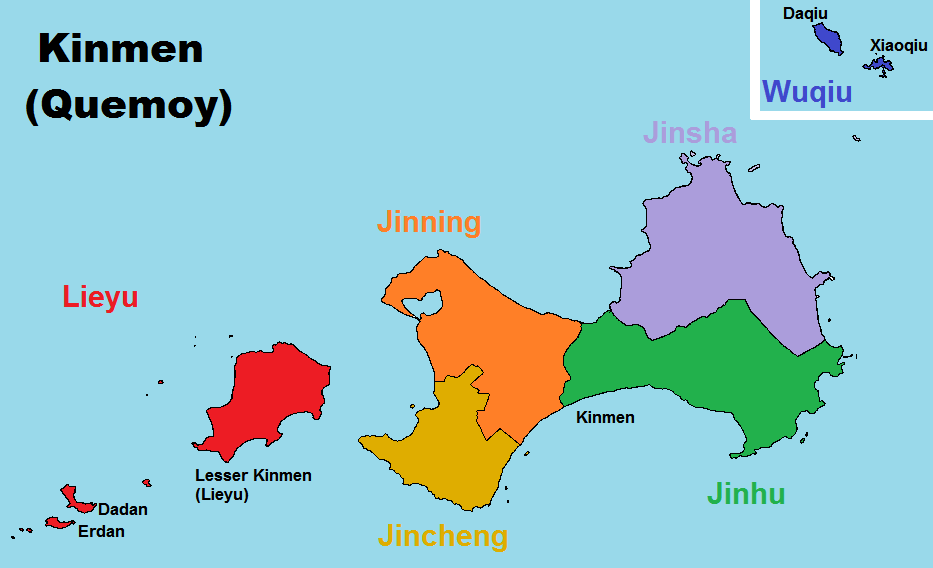
De zes gemeenten van het Kinmen district. De namen van de vier gemeenten op het hoofdeiland beginnen steeds met jin (金, goud).

- Drie (stedelijke) gemeenten: (鎮, chen/zhen):
  - Jincheng (金城)
  - Jinsha (金沙)
  - Jinhu (金湖)
- Drie (plattelands)gemeenten (鄉, xiang):
  - Jinning (金寧)
  - Lieyu (烈嶼)
  - Wuqiu (烏坵)

Aan het hoofd van elke gemeente staat een magistraat die sinds het opheffen van de staat van beleg in november 1992 rechtstreeks voor vier jaar wordt gekozen. De magistraat wordt bijgestaan door een gemeenteraad.
De Volksrepubliek China erkent het gezag van de regering op Taiwan niet en maakt aanspraak op alle door Taipei bestuurde gebieden, inclusief Kinmen en Wuqiu. Kinmen wordt beschouwd als het Jinmen district van de Quanzhou prefectuur (市, shi). Wuqiu wordt door Peking beschouwd als deel van het Xiuyu stadsdistrict (区, qu) van de Putian prefectuur. Beide prefecturen behoren tot de door de Volksrepubliek bestuurde provincie Fujian.